# كورنيليوس إتش هانفورد
كورنيليوس إتش هانفورد (بالإنجليزية: Cornelius H. Hanford)‏ هو قاضي ومحامي أمريكي، ولد في 21 أبريل 1849، وتوفي في 2 مارس 1926.